# 徐心眉
徐心眉（英語：Agnes Hsu-Tang），考古學家和藝術史學家，曾任劍橋大學和斯坦福大學的研究員，聯合國教科文組織世界遺產中心擔任科學委員，現爲哥倫比亞大學研究學者。

## 人物經歷
2006年起，徐心眉從事文化遺產保護和搶救工作。2014年至2021年7月，徐心眉擔任大都會歌劇院董事。

## 個人生活
2013年，徐心眉與商人唐騮千結婚。